# Passage de la Canopée
Le passage de la Canopée est une voie située dans le 1er arrondissement de Paris.

## Situation et accès
Cette voie uniquement piétonnière est située à proximité immédiate de et directement sous la Canopée des Halles, entre l'allée Baltard et la porte Lescot.

## Origine du nom
Le passage de la Canopée tire son nom de la structure qui le surplombe.

## Historique
La Canopée a été inaugurée en 2016, mettant fin à une restructuration d'un quartier qui a changé plusieurs fois de visage depuis la destruction des pavillons Baltard des Halles de Paris dans les années 1970.

## Bâtiments remarquables et lieux de mémoire
La Canopée, le centre commercial des Halles et l'entrée de la gare de Châtelet - Les Halles sont accessibles par le passage de la Canopée.

## Pour approfondir